# Randy Rodríguez
Randy Alberto Rodríguez (Santo Domingo, República Dominicana, 5 de septiembre de 1999), más conocido como Randy Rodríguez, es un jugador profesional dominicano de béisbol que se desempeña en la posición de lanzador en San Francisco Giants, equipo de las Grandes Ligas de Béisbol (MLB).

## Carrera
En 2024, Rodríguez hizo su debut en la MLB con el equipo San Francisco Giants, donde lleva jugando una temporada.